# Ming Šeng
Ming Šeng (čínsky pchin-jinem Míng Shēng, znaky 明升; 1356–??) byl v letech 1366–1371 císařem říše Sia rozkládající se území čínského S’-čchuanu. Na trůn nastoupil po smrti svého otce Ming Jü-čena, jednoho z vůdců povstání rudých turbanů. Vzhledem k nízkému věku neměl reálný vliv na vládu. Roku 1371 byla říše Sia během sjednocování Číny dobyta říší Ming. Poté Ming Šeng žil obdařen čestnými tituly zprvu v Nankingu, později byl poslán do Koreje.

## Život
Ming Šeng byl synem Ming Jü-čena, strážníka okresního úřadu ve středočínské provincii Chu-pej, který se přidal k povstání rudých turbanů proti vládě mongolské dynastie Jüan. Ming Jü-čen se zmocnil vlády nad S’-čchuanem, zprvu jako místodržící povstalecké říše Tchien-wan, od roku 1360 nezávisle jako král Lung-šu, o dva roky později se prohlásil císařem říše Sia. Roku 1366 v 35 letech zemřel.
Po smrti Ming Jü-čena nastoupil na císařský trůn devítiletý Ming Šeng. V souladu s politikou jeho otce obdržel kromě císařské hodnosti i titul „Nižší pán světla“ (Siao ming-ču) odkazující k lidové víře ve spasitele – Maitréju. Od nového roku 1367 vyhlásil éru „Počátek prosperity“ (Kchaj-si). Mladičký císař nebyl schopen řídit záležitosti státu, vláda říše Sia ztratila jednotu a nebyla schopna aktivně reagovat na situaci v Číně. Ta se vyvíjela v neprospěch regionálních režimů. Ču Jüan-čang v čele království Wu, od počátku roku 1368 přejmenovaného na říši Ming, úspěšně obnovoval silnou centrální vládu v Číně, po desetiletí neexistující. Roku 1370 požádal vládu říše Sia o podrobení se, byl odmítnut. Nastoupila mingská armáda, která během jara a léta 1371 S’-čchuan dobyla.
Po skončení bojů dostal nyní již bývalý císař čestný titul a byl převezen do Nankingu. Roku 1372 byl poslán do Koreje. Zde v pohodlí žil on i jeho potomci, kteří byli osvobozeni od daní až do poloviny 17. století.